# Comuna Negrilești, Galați
Negrilești este o comună în județul Galați, Moldova, România, formată din satele Negrilești (reședința) și Slobozia Blăneasa. Se află în Câmpia Tecuciului[*]; lângă Bârlad și Blăneasa; și la o altitudine de 57 m deasupra nivelului mării. Are o suprafață de 32 km². Populația este de 2.400 locuitori, determinată în 1 decembrie 2021, prin recensământ, chestionar.

## Așezare
Comuna se află în nord-vestul județului, în Câmpia Tecuciului, acolo unde râul Bârlad primește apele afluentului Blăneasa. Este străbătută de șoseaua județeană DJ240, care o leagă spre sud de Munteni (unde se termină în DN24) și spre nord de Ghidigeni și Priponești (unde se termină tot în DN24).
De la nord, în sensul acelor de ceasornic, Negrilești se învecinează cu următoarele comune: Ghidigeni, Cerțești, Corod, Munteni, Țepu, Gohor. 

## Istorie
La sfârșitul secolului al XIX-lea, comuna făcea parte din plasa Nicorești a județului Tecuci și era formată din satele Negrilești, Slobozia Blăneasa, Slobozia Corni și Slobozia Tălpigi, având în total 2206 locuitori. În comună funcționau două mori de apă și una cu aburi, două biserici (la Negrilești și Tălpigi) și două școli (una în Negrilești, cu 37 de elevi, toți băieți; și una în Tălpigi, cu 44 de elevi). În 1925, Anuarul Socec o consemnează în aceeași plasă, având 2742 de locuitori în satele Negrilești, Slobozia Corni și Tălpigi (satul Slobozia Blăneasa fiind trecut la comuna Ungureni).
În 1950, comuna a fost transferată raionului Tecuci din regiunea Putna, apoi (după 1952) din regiunea Bârlad și în sfârșit (după 1956) din regiunea Galați. În 1968, a fost trecută la județul Galați și imediat desființată, satele ei fiind arondate comunei Munteni. Comuna a fost reînființată în 2004, în componența actuală.

## Monumente istorice
Un singur obiectiv din comuna Negrilești este inclus în lista monumentelor istorice din județul Galați ca monument de interes local: situl arheologic din curtea școlii din Negrilești, ansamblu alcătuit dintr-o așezare medievală (secolul al XVI-lea), una romană (secolul al IV-lea e.n.), una din Epoca Bronzului Târziu (cultura Noua) și una eneolitică (mileniul al IV-lea î.e.n.) aparținând culturii Gumelnița, aspectul Stoicani-Aldeni.

## Demografie
Componența etnică a comunei Negrilești
     Români (93,42%)
     Alte etnii (0%)
     Necunoscută (6,58%)
Componența confesională a comunei Negrilești
     Ortodocși (93,29%)
     Alte religii (0,04%)
     Necunoscută (6,67%)
Conform recensământului efectuat în 2021, populația comunei Negrilești se ridică la 2.400 de locuitori, în scădere față de recensământul anterior din 2011, când fuseseră înregistrați 2.405 locuitori. Majoritatea locuitorilor sunt români (93,42%), iar pentru 6,58% nu se cunoaște apartenența etnică. Din punct de vedere confesional, majoritatea locuitorilor sunt ortodocși (93,29%), iar pentru 6,67% nu se cunoaște apartenența confesională.

## Politică și administrație
Comuna Negrilești este administrată de un primar și un consiliu local compus din 11 consilieri. Primarul, Alexandru Fuică-Haisler[*], de la Partidul Social Democrat, este în funcție din 2012. Începând cu alegerile locale din 2024, consiliul local are următoarea componență pe partide politice:
|  | Partid                          | Consilieri | Componența Consiliului | Componența Consiliului | Componența Consiliului | Componența Consiliului | Componența Consiliului | Componența Consiliului | Componența Consiliului | Componența Consiliului | Componența Consiliului |
|  | ------------------------------- | ---------- | ---------------------- | ---------------------- | ---------------------- | ---------------------- | ---------------------- | ---------------------- | ---------------------- | ---------------------- | ---------------------- |
|  | Partidul Social Democrat        | 9          |                        |                        |                        |                        |                        |                        |                        |                        |                        |
|  | Alianța pentru Unirea Românilor | 1          |                        |                        |                        |                        |                        |                        |                        |                        |                        |
|  | Partidul Național Liberal       | 1          |                        |                        |                        |                        |                        |                        |                        |                        |                        |